# Geotermalna energija u Hrvatskoj
Geotermalna energija u Hrvatskoj ima tradiciju iskorištavanja geotermalne energije iz prirodnih izvora u medicinske svrhe i za kupanje. Brojne toplice koriste upravo geotermalnu energiju (Varaždinske toplice, Daruvarske toplice, Stubičke toplice, Lipik, Topusko itd.). Proizvodnja geotermalne vode za navedene toplice prije se vršila kroz prirodne izvore, dok se danas uz prirodni protok koristi geotermalna voda iz plitkih bušotina. Ukupno postoji 28 nalazišta, od kojih je 18 u upotrebi.
INA-Naftaplin je 1970-ih godina započela s istraživanjem rezervi nafte i plina na poljima u kontinentalnom dijelu Hrvatske. Istražne bušotine pokazale su postojanje izvora tople vode. Najviše istražena ležišta, a ujedno i ležišta s najvišom temperaturom geotermalnog fluida su ležište u blizini Koprivnice (Kutnjak-Lunjkovec) i Bjelovara (Velika Ciglena).
Osim navedenih toplica u Hrvatskoj je uz djelatnost istraživanja nafte i plina razvijena i tehnika i tehnologija za pridobivanje geotermalne energije iz dubokih geotermalnih ležišta.

## Geotermalna istraživanja u Hrvatskoj
Od 1976. INA-Naftaplin radi na istraživanju i ispitivanju geotermalnih ležišta. Postignuti su izvanredno dobri istraživački rezultati, uz mala financijska ulaganja. Temelj tih istraživanja bili su studijski obrađeni podaci dobiveni istražnim bušotinama koje su imale za cilj pronaći rezerve nafte i prirodnog plina. Radi dokazivanja podataka dobivenih na taj način izvršena su i određena istražna bušenja. Od brojnih mjesta najznačajnija su Bizovac kod Valpova, zatim područje između Koprivnice, Ludbrega i Legrada, te jugozapadni dio Zagreba. Geotermalno polje kod Bizovca temelj je rekreacijsko hotelskog kompleksa Termia u Bizovcu. U jugozapadnom dijelu grada Zagreba izbušeno je i ispitano više proizvodnih bušotina koje proizvode vrlo veliku količinu geotermalne vode temperature 80 °C. Jedan dio bušotina predviđen je za zagrijavanje Sveučilišne bolnice. Iz ostalih bušotina proizvodi se geotermalna voda za zagrijavanje Sportsko rekreacionog centra Mladost.
Važno je napomenuti da su cjelokupni posao pri dovođenju ovih geotermalnih izvora proizvodnji izvršile Hrvatske tvrtke. Projektiranje i instalaciju nadzemne opreme za iskorištavanje geotermalne energije (dolazni i utisni cjevovodi, izmjenjivači topline, toplinske crpke i sustavi za automatsko upravljanje) izvršile su također domaće tvrtke.

### Geotermalni gradijent
Temperatura Zemljine unutrašnjosti raste s dubinom. Na dubini od 80 do 100 km temperatura stijena iznosi između 600 i 1 200 °C. Toplina neprestano struji od izvora u Zemljinoj unutrašnjosti prema površini. Temperatura Zemljine površine najviše ovisi o zračenju Sunca. Utjecaj tog zračenja opaža se u gornjim dijelovima kore do dubine 30 metara. Na toj dubini temperatura je stalna. Porast temperature s dubinom Zemlje naziva se geotermalni gradijent.
Upravo je geotermalni gradijent jedan od prvih pokazatelja koji upućuje na potencijalno ležište. Karte geotermalnih gradijenata ukazuju na područja lokalnih anomalija. Srednja vrijednost geotermalnog gradijenta primjerice za Europu iznosi 0,03 °C/m, dok u Hrvatskoj postoje dva različita područja:
- Dinaridi i Jadran: 0,015° - 0,025 °C/m. Na ovom području se ne mogu očekivati otkrića značajnijih geotermalnih ležišta. Moguća su otkrića voda s temperaturama na površini prikladnim za rekreativne i balneološke namjene. Vode takvih karakteristika su otkrivene u Istarskim Toplicama, Splitu, Omišu, Sinju i Dubrovniku.
- Panonski dio: > 0,04 °C/m. Budući da je geotermalni gradijent na panonskom području znatno veći od europskog prosjeka na ovom području se može očekivati, pored već otkrivenih geotermalnih ležišta, pronalaženje novih geotermalnih ležišta.

Geotermalne potencijale u Hrvatskoj možemo podijeliti u tri skupine – srednje temperaturne rezervoare 100 – 200 °C, niskotempraturne rezervoare 65 do 100 °C i geotermalne izvore temperature vode ispod 65 °C.

### Srednjetemperaturni geotermalni potencijali u Hrvatskoj
Geotermalna energija iz ovih ležišta može se iskorištavati za grijanje prostora, u različitim tehnološkim procesima, te za proizvodnju električne energije binarnim procesom (geotermalna elektrana).
Neki važniji pokazatelji značajnijih polja:

#### Geotermalno polje Lunjkovec – Kutnjak
Na polju Lunjkovec - Kutnjak, geotermalno ležište je ispitano s dvije istražne (naftne) bušotine. Geotermalna voda sadrži 5 g/l otopljenih minerala i 3 m3/m3 plina (85 % CO2, oko 15 % ugljikovodika i tragove H2S). Kamenac se počinje taložiti pri uvjetima tlaka nižeg od 10 bara. Ležišna stijena je karbonatna breča s prosječnom poroznošću od 7,5 %. Procijenjeni obujam pora je oko 109 m3, a područje ležišta oko 100 km2. Temperatura ležišta se mijenja u ovisnosti o dubini vrha ležišta. U nepropusnim stijenama, između ležišta i površine temperaturni gradijent je viši od 0,06 °C/m. Izdašnost bušotina je 58 l/s s temperaturom od 120 do 130 °C. Na ovom ležištu moguće je pretvoriti geotermalnu energiju u električnu pomoću binarnog ciklusa.

#### Geotermalno polje Velika Ciglena
Na dubini od 2500 metara, u vrlo propusnim stijenama otkrivena je 1990. termalna voda visoke temperature (172 °C). Temperaturni gradijent iznosi 0,062 °C/m. Geotermalna voda sadrži 24 g/l otopljenih minerala, 30 m3/m3 CO2 i 0,0059% H2S. Kamenac se počinje taložiti pri uvjetima tlaka nižeg od 20 bara. Iz dvije postojeće bušotine moguće je proizvoditi 115 l/s geotermalne vode.

### Niskotemperaturni geotermalni potencijali u Hrvatskoj
Geotermalna energija iz ovih ležišta može se iskorištavati za grijanje prostora, te u različitim tehnološkim procesima. U ovom pregledu izneseni su podaci o geotermalnim ležištima i bušotinama s temperaturom vode većom od 65 °C i značajnijim izdašnostima.
Neki važniji pokazatelji značajnijih polja:

#### Geotermalno polje Bizovac
Geotermalna voda se proizvodi iz dva rezervara Biz-gnajs i Biz-pješčenjak i sadrži određene količine otopljenih minerala i ugljikovodičnih plinova. Voda se koristi za grijanje hotela i bazenske vode, a plin u hotelskoj kuhinji. Do sada se otpadna voda ispuštala u lokalne vodotoke, a projekt separacije i reinjekcije otpadnih voda je u pripremi. Voda će se utiskivati u rezervoar Biz-gnajs u kojem se ležišni tlak (30 bara iznad hidrostatskog) smanjuje velikom brzinom. Ležišni tlak u rezervaru Biz-pješčenjak smanjuje se vrlo sporo. Taloženje kamenca se pojavilo u gornjem dijelu proizvodnog niza i u površinskim instalacijama. Protiv njih se uspješno primjenjuju inhibitori.

#### Geotermalno polje Zagreb
U Zagrebu je naftnom istražnom bušotinom pronađen velik vapnenački vodonosnik, ali njegova propusnost u največem dijelu nije dovoljna za proizvodnju geotermalne vode.  Dio ležišta s dva područja visoke propusnosti nalazi se u jugozapadnom dijelu grada: Blato i Mladost. Na području Blato nalazi se Sveučilišna bolnica. Planirana toplinska snaga bušotina na području Blato je 7 MW, koja će uz korištenje toplinskih pumpi biti veća.
Na Mladosti se nalazi nekoliko većih objekata, koji sve svoje toplinske potrebe zadovoljavaju iz geotermalnih bušotina. Nema tehničkih problema pri eksploataciji navedenog ležišta. Geotermalna voda protječe u zatvorenom sustavu cjevovoda i utiskuje se u utisnu bušotinu, bez otpadnih nusproizvoda i dodira sa zrakom. Instalirana termalna snaga na Mladosti je 6,3 MW (direktno korištenje).

#### Geotermalni izvori temperature manje od 65°C
Geotermalni izvori temperature manje od 65 °C se koriste za balneološke i rekreativne svrhe u većem broju toplica i rekreacionih kompleksa. To su izvori Daruvar (Daruvarske Toplice), Ivanić-Grad (bolnica Naftalan), Krapinske toplice, Lipik (Lipičke toplice), Livade (Istarske toplice), Samobor (Šmidhen SRC), Stubičke toplice, Sveta Jana (Sveta Jana RC), Topusko (Toplice Topusko), Tuhelj (Tuheljske toplice), Varaždinske toplice, Velika (Toplice RC), Zagreb (INA-Consulting), Zelina (Zelina RC), Zlatar (Sutinske toplice).

## Prva geotermalna elektrana u Hrvatskoj
Zagrebačka tvrtka GEOEN preuzela je od INA-e i HEP-a projekt gradnje geotermalne elektrane u Velikoj Cigleni pokraj Bjelovara. U HEP su odustali od iskorištavanja geotermalne energije u Velikoj Cigleni, ali će se usmjeriti prema daljnjem razvoju projekta iskorištavanja geotermalne energije na lokaciji Lunjkovec-Kutnjak blizu Koprivnice.
Za geotermalnu elektranu Velika Ciglena u prvoj fazi trebalo je uložiti oko 500 milijuna kuna, a u drugoj još milijardu kuna. Vruća voda, čija je temperatura viša od 172 °C, a protok 83 litre u sekundi, koristila bi se kaskadno. Nakon elektrane, voda bi se iskorištavala u industrijskoj sušionici voća i povrća, za grijanje staklenika, ribogojilište i na kraju u toplicama. Bilo je i ideja da se koristi za grijanje Bjelovarčana, ali se od toga odustalo zbog neisplativosti.

## Vanjske poveznice
- Geotermalna voda Hrvatska tehnička enciklopedija, portal hrvatske tehničke baštine. LZMK